# ورزشگاه رایس–اکلیز

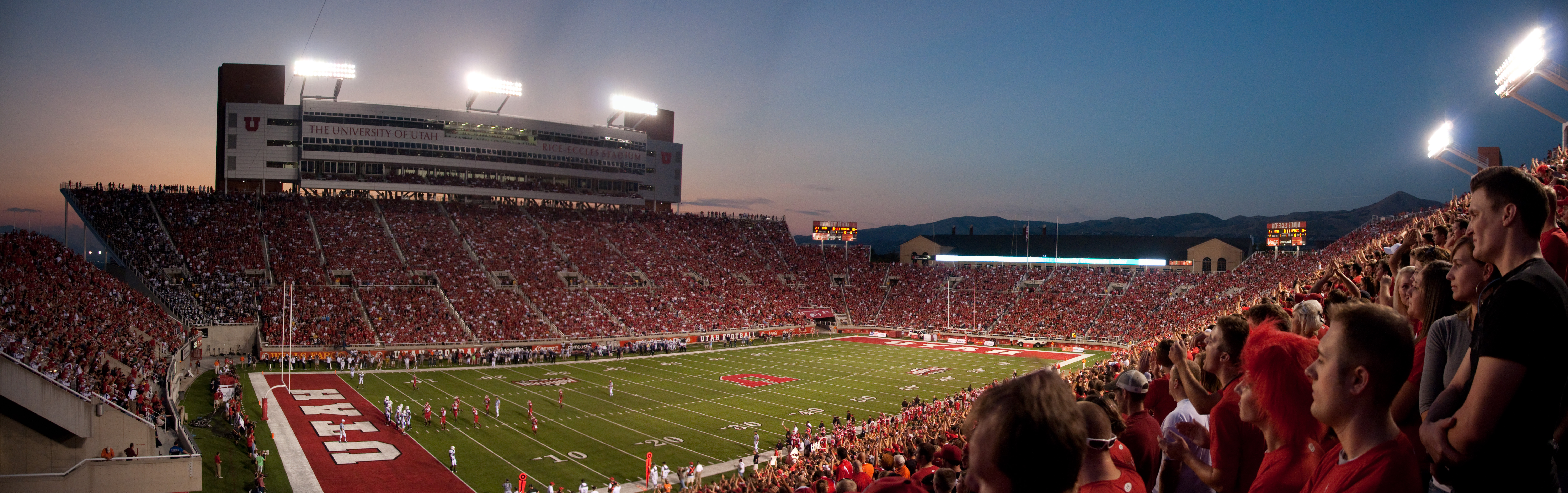

ورزشگاه رایس-اکلیز (به انگلیسی: Rice-Eccles Stadium) با ظرفیت ۴۵٬۰۱۷ نفر در شهر سالت‌لیک‌سیتی ایالت یوتا واقع شده‌است. ابعاد این ورزشگاه ۶۴ در ۱۱۰ متر است. در تاریخ ۱۹۲۷ تأسیس شد و دارای زمین چمن مصنوعی می‌باشد.
این ورزشگاه متعلق به دانشگاه یوتا است.